# Mount Bistre, Kanada
Mount Bistre är ett berg i Kanada.   Det ligger i provinsen Alberta, i den centrala delen av landet, 3 200 km väster om huvudstaden Ottawa. Toppen på Mount Bistre är 2 355 meter över havet, eller 267 meter över den omgivande terrängen. Bredden vid basen är 3,0 km.
Terrängen runt Mount Bistre är huvudsakligen kuperad, men den allra närmaste omgivningen är bergig. Trakten runt Mount Bistre är nära nog obefolkad, med mindre än två invånare per kvadratkilometer.. 
I omgivningarna runt Mount Bistre växer i huvudsak barrskog.